# Copa de fútbol femenino de Alemania 2020-21
La Copa de fútbol femenino de Alemania 2020-21 fue la 41va temporada de la segunda competición más importante del fútbol femenino en Alemania luego de la Bundesliga Femenina. Participaron 52 equipos de la primera y de la segunda división. La competición comenzó el 19 de septiembre de 2020 y terminó el 30 de mayo de 2021. El VfL Wolfsburgo ganó su 7º título consecutivo.

## Resultados

### Primera ronda
El sorteo se realizó el 25 de agosto y los partidos se jugaron el 19, 20, 26 y 27 de septiembre de 2020.
| Equipo 1                 | Resultado   | Equipo 2             |
| ------------------------ | ----------- | -------------------- |
| BSV Grün-Weiss Neukölln  | 0–9         | SV Meppen            |
| Borussia Mönchengladbach | 0–5         | Werder Bremen        |
| SV 67 Weinberg           | 7–1         | SV Holzbach          |
| Holstein Kiel            | 1–2         | SV Berghofen         |
| FC Ingolstadt            | 3–2         | Würzburger Kickers   |
| SV Gottenheim.           | 3–6         | 1. FC Saarbrücken    |
| SV Alberweiler           | 0–2         | SG Andernach         |
| SSV Rhade                | 0–1         | Borussia Bocholt     |
| FSV Gütersloh            | 5–1         | Borussia Bocholt     |
| SV Budberg               | 0–3         | SV Henstedt-Ulzburg  |
| Fortuna Köln             | 3–0         | 'FSV Babelsberg      |
| RB Leipzig               | 2–0         | 1. FFC Niederkirchen |
| 1. FC Riegelsberg        | 1–1 (3-4 p) | Karlsruher SC        |
| Opel Rüsselsheim         | 0–0 (5-4 p) | 1. F. C. Núremberg   |
| Rostocker FC             | 0–2         | Walddörfer SV        |
| VfL Bochum'              | 3–0         | Viktoria Berlin      |
| Jahn Delmenhorst         | 8–1         | ATS Buntentor        |
| 1. FFC Erfurt            | 3–1         | Phoenix Leipzig      |
| TuS Wörrstadt            | 0–5         | SV Göttelborn        |
| Magdeburger FFC          | Walkover    | BV Cloppenburg       |

### Segunda ronda
Los partidos se jugaron el 31 de octubre y 1 de noviembre de 2020.
| Equipo 1            | Resultado | Equipo 2            |
| ------------------- | --------- | ------------------- |
| Magdeburger FFC     | 0–8       | Turbine Potsdam     |
| VfL Bochum          | 0–11      | VfL Wolfsburgo      |
| Karlsruher SC       | 0–8       | Eintracht Fráncfort |
| SG Andernach        | 3–1       | 1. FC Saarbrücken   |
| Borussia Bocholt    | 0–3       | MSV Duisburgo       |
| FSV Gütersloh       | 3–2       | SGS Essen           |
| Fortuna Köln        | 0–2       | Werder Bremen       |
| RB Leipzig          | 4–1       | SV Berghofen        |
| FF USV Jena         | 0–2       | FC Bayern Múnich    |
| Opel Rüsselsheim    | 0–11      | SC Freiburg         |
| SV Henstedt-Ulzburg | 2–3       | SV Meppen           |
| FC Ingolstadt       | 2–4       | TSG 1899 Hoffenheim |
| SV 67 Weinberg      | 5–0       | 1. FFC Erfurt       |
| 1. FC Colonia       | 1–0       | Bayer 04 Leverkusen |
| SV Göttelborn       | 1–4       | SC Sand             |
| Jahn Delmenhorst    | 1–2       | Walddörfer SV       |

## Fase final

### Octavos de final
Los partidos se jugaron el 5 y 6 de diciembre de 2020.
| Equipo 1        | Resultado   | Equipo 2            |
| --------------- | ----------- | ------------------- |
| SV 67 Weinberg  | 1–9         | SC Freiburg         |
| RB Leipzig      | 0–4         | Eintracht Fráncfort |
| SG Andernach    | 6–1         | FSV Gütersloh       |
| VfL Wolfsburgo  | 3–1         | MSV Duisburgo       |
| 1. FC Colonia   | 1–6         | TSG 1899 Hoffenheim |
| Walddörfer SV   | 0–13        | FC Bayern Múnich    |
| Turbine Potsdam | 2–1         | SC Sand             |
| Werder Bremen   | 2–2 (5-3 p) | SV Meppen           |

### Cuartos de final
El sorteo se realizó el 3 de enero de 2021. Los partidos se jugaron el 19 y 21 de marzo de 2021 a puerta cerrada.
| 19 de marzo de 2021, 18:30 | TSG 1899 Hoffenheim | 1:2 (0:1) | FC Bayern Múnich   | Dietmar Hopp Stadion, Sinsheim |                            |
|                            | Waßmuth 60'         | Reporte   | - Schüller 29' 48' | Árbitra: Nadine Westerhoff     | Árbitra: Nadine Westerhoff |

| 20 de marzo de 2021, 14:00 | VfL Wolfsburgo                                                                             | 7:0 (4:0) | Werder Bremen | AOK Stadion, Wolfsburgo |                        |
|                            | - Blomqvist 29' - Popp 30' 74' - Oberdorf 40' - Huth 42' - Jaser 53' (Autogol) - Pajor 82' | Reporte   |               | Árbitra: Susann Kunkel  | Árbitra: Susann Kunkel |

| 21 de marzo de 2021, 13:00 | SC Freiburg                                                              | 6:3 (2:0) | Turbine Potsdam                  | Möslestadion, Friburgo   |                          |
|                            | - Minge 30' - Sanders 41' 59'(p) - Memeti 54' - Buser 81' - Müller 90+2' | Reporte   | - Cerci 25' 90+3' - Elsig 74'(p) | Árbitra: Fabienne Michel | Árbitra: Fabienne Michel |

| 21 de marzo de 2021, 15:00 | SG Andernach   | 1:7 (1:2) | Eintracht Fráncfort                                               | Stadion Andernach, Andernach |                      |
|                            | - Hornberg 14' | Reporte   | - Reuteler 9' 48' - Dunst 35' 60' 69' - Freigang 79' - Mauron 81' | Árbitra: Laura Duske         | Árbitra: Laura Duske |

### Semifinales
El sorteo se realizó el 28 de febrero de 2021. Los partidos se jugaron el 3 y 4 de abril de 2021 a puerta cerrada.
| 3 de abril de 2021, 13:00 | Eintracht Fráncfort         | 2:1 (0:1) | SC Freiburg | Stadion am Brentanobad, Fráncfort del Meno |                          |
|                           | - Prašnikar 47' - Küver 62' | Reporte   | Müller 13'  | Árbitra: Kathrin Heimann                   | Árbitra: Kathrin Heimann |

| 4 de abril de 2021, 14:00 | VfL Wolfsburgo           | 2:0 (2:0) | FC Bayern Múnich | AOK Stadion, Wolfsburgo |                        |
|                           | - Popp 13' - Pajor 45+2' | Reporte   |                  | Árbitra: Susann Kunkel  | Árbitra: Susann Kunkel |

### Final
| 30 de mayo de 2021, 16:00 | Eintracht Fráncfort | 0–1 (pro) | VfL Wolfsburgo | Estadio Rhein Energie, Colonia |                               |
|                           |                     | Reporte   | - Pajor 118'   | Árbitro(s): Nadine Westerhoff  | Árbitro(s): Nadine Westerhoff |

| Archivo:Kit left arm frankfurt2021a.png Archivo:Kit right arm frankfurt2021a.png |

| GK            | 1  | Merle Frohms            |      |      |
| RB            | 2  | Letícia Santos          |      |      |
| CB            | 4  | Sophia Kleinherne       | 103' |      |
| CB            | 20 | Laura Störzel           |      | 95'  |
| LB            | 23 | Camilla Küver           |      | 91'  |
| RM            | 27 | Laura Feiersinger       |      |      |
| CM            | 8  | Sjoeke Nüsken           |      |      |
| CM            | 31 | Tanja Pawollek (c)      |      | 40'  |
| LM            | 28 | Barbara Dunst           |      | 106' |
| CF            | 10 | Laura Freigang          |      |      |
| CF            | 7  | Lara Prašnikar          |      |      |
| Banquillo:    |    |                         |      |      |
| GK            | 26 | Cara Bösl               |      |      |
| DF            | 13 | Virginia Kirchberger    |      | 95'  |
| DF            | 16 | Janina Hechler          |      | 91'  |
| MF            | 5  | Alexandra Jóhannsdóttir |      | 40'  |
| MF            | 15 | Sandrine Mauron         |      |      |
| FW            | 9  | Shekiera Martinez       |      | 106' |
| FW            | 19 | Theresa Panfil          |      |      |
| Entrenador:   |    |                         |      |      |
| Niko Arnautis |    |                         |      |      |

| GK            | 1  | Almuth Schult (c)     | 96'    |      |
| RB            | 24 | Joelle Wedemeyer      |        | 49'  |
| CB            | 23 | Sara Doorsoun         |        |      |
| CB            | 6  | Dominique Janssen     |        |      |
| LB            | 13 | Felicitas Rauch       |        |      |
| CM            | 15 | Ingrid Syrstad Engen  |        |      |
| CM            | 5  | Lena Oberdorf         | 29'    |      |
| RW            | 10 | Svenja Huth           |        |      |
| AM            | 16 | Rebecka Blomqvist     |        | 65'  |
| LW            | 14 | Fridolina Rolfö       |        | 98'  |
| CF            | 17 | Ewa Pajor             |        | 120' |
| Banquillo:    |    |                       |        |      |
| GK            | 27 | Friederike Abt        |        | 98'  |
| MF            | 3  | Zsanett Jakabfi       | 120+1' | 120' |
| MF            | 9  | Anna Blässe           |        | 49'  |
| MF            | 20 | Pia-Sophie Wolter     |        | 65'  |
| MF            | 21 | Lara Dickenmann       |        |      |
| MF            | 22 | Shanice van de Sanden |        |      |
| MF            | 28 | Lena Goeßling         |        |      |
| Entrenador:   |    |                       |        |      |
| Stephan Lerch |    |                       |        |      |

| Árbitro asistente: Vanessa Arlt Jacqueline Herrmann Cuarto árbitro: Susann Kunkel | Reglas del partido - 90 minutos. - 30 minutos de prórroga si es necesario. - Tanda de penaltis si el resultado sigue en empate. - Nueve substitutas convocadas. - Máximo de cinco substituciones, con un sexto permitido en la prórroga. |